# 2,2'-联吡啶
2,2'-联吡啶是联吡啶异构体之一，无色固体。它是一个双齿螯合配体，可以和很多金属离子形成配合物，因此可作氧化还原指示剂。与钌和铂的配合物具有很强的发光性质，可能有潜在应用。
bipy及其衍生物 可通过吡啶与雷尼镍作用脱氢得到。 常见的2,2'-联吡啶配合物包括：
- Mo(CO)4(bipy)，类似Mo(CO)6；
- RuCl2(bipy)2，合成前体；[4]
- [Ru(bipy)3]Cl2，常用的发光物质；
- [Fe(bipy)3]2+，用于亚铁离子的比色分析。

三(bipy)类型的配合物通式为[M(bipy)3]n+（M = 金属离子：Cr、Fe、Co、Ru、Rh等），中心原子为八面体型六配位，有两个对映异构体：